# S.C.O.M.
«S.C.O.M.» es una canción del grupo de hip hop estadounidense Fort Minor, interpretado en su mixtape de 2006 Fort Minor: We Major. Fue lanzado como sencillo del mixtape el 26 de mayo de 2006. La canción samplea el famoso riff de "Sweet Child o' Mine", una canción del grupo de hard rock Guns N' Roses. A pesar de que la canción está incluida en un álbum de Fort Minor, la portada del álbum da los créditos de la canción a "Ryu de SOB, Juelz Santana, y Celph Titled", mientras que sólo una de los tres B-sides, "Dolla", que samplea la también canción de Led Zeppelin "The Ocean", se le atribuye a Fort Minor (junto a Styles of Beyond).

## Lista de canciones
| N.º | Título                                 | Intérprete(ss)                               | Duración |  |
| 1.  | «S.C.O.M.» (explícita)                 | Ryu, Juelz Santana & Celph Titled            | 3:55     |  |
| 2.  | «S.C.O.M.» (editada)                   | Ryu, Juelz Santana & Celph Titled            | 3:55     |  |
| 3.  | «S.C.O.M.» (instrumental)              | Ryu, Juelz Santana & Celph Titled            | 3:55     |  |
| 4.  | «Dolla» (explícita)                    | Fort Minor & Styles of Beyond                | 2:54     |  |
| 5.  | «Dolla» (editada)                      | Fort Minor & Styles of Beyond                | 2:54     |  |
| 6.  | «Dolla» (instrumental)                 | Fort Minor & Styles of Beyond                | 2:54     |  |
| 7.  | «Get It» (explícita)                   | Styles of Beyond                             | 2:57     |  |
| 8.  | «Get It» (editada)                     | Styles of Beyond                             | 2:57     |  |
| 9.  | «Get It» (instrumental)                | Styles of Beyond                             | 2:57     |  |
| 10. | «Spraypaint & Ink Pens» (explícita)    | Ghostface Killah, Mike Shinoda & Lupe Fiasco | 3:59     |  |
| 11. | «Spraypaint & Ink Pens» (editada)      | Ghostface Killah, Mike Shinoda & Lupe Fiasco | 3:59     |  |
| 12. | «Spraypaint & Ink Pens» (instrumental) | Ghostface Killah, Mike Shinoda & Lupe Fiasco | 3:59     |  |